# 阿方索十二世
阿方索十二世（西班牙語：Alfonso XII，全名：阿方索·弗朗西斯科·费尔南多·皮奥·胡安·德·玛利亚·德·拉·康塞普西翁·格雷戈里奥·佩拉约·德·波旁-波旁，1857年11月28日—1885年11月25日）是波旁王朝的西班牙國王（1873年-1885年在位）。

## 即位
阿方索十二世是西班牙女王伊莎贝拉二世的儿子。官方說法中，阿方索的父亲是女王的丈夫，弗朗西斯科亲王；但是此說法在當時即有爭議，因为伊莎贝拉二世的丈夫弗朗西斯科亲王在當時已是公認的同性恋者、亦可能患有男性不育症，因此有流言指女王的孩子們的生父，可能不是弗朗西斯科亲王。阿方索十二世的生父可能是女王的一个情夫，近卫军长官、第三代托雷菲爾伯爵恩里克·普伊戈莫尔托-馬揚斯；這個傳聞被卡洛斯主義用來宣傳，以至於阿方索還有一個廣為流傳的綽號。另有一說，阿方索的生父也可能是一名炮兵部隊的上校，費德里科·普伊格·羅米洛，普伊格在1866年死於謀殺。
在1868年革命中，阿方索十二世的母亲被废黜。他被母亲带离西班牙，在巴黎、维也纳和英国接受了良好教育。伊莎贝拉二世于1870年正式宣布退位，希望此举能帮助阿方索重获王冠，但是西班牙议会选择了意大利国王维托里奥·埃马努埃莱二世的儿子阿梅迪奥·德·萨伏依来充当国王。阿梅迪奥·德·萨伏依在即位后被卡洛斯战争、共和主义者的活动和贵族集团的内讧搞得焦头烂额。1873年，阿梅迪奥·德·萨伏依在混乱的局势下主动退位，为阿方索十二世的上台扫清了障碍。1874年12月28日，保皇派将领阿塞尼奥·马丁内斯·德·坎波斯发动政变，宣布阿方索十二世为西班牙国王。阿方索十二世于次年（1875年）回国正式执政。
阿方索十二世于1876年最后镇压了卡洛斯派的暴乱（所谓第三次卡洛斯战争）。卡洛斯系的继承人小唐·卡洛斯（他自称卡洛斯七世）被击败，从此卡洛斯派再未能对西班牙王位构成威胁。在同一年，阿方索十二世命令议会起草新宪法，以图在西班牙政治生活中引入英国式的两党制。
在阿方索十二世统治时期，最有影响力的政治家为首相安东尼奥·卡诺瓦斯·德尔卡斯蒂略（西班牙自由保守党创始人）。阿方索十二世于1885年过于年轻地去世，留下遗腹子阿方索十三世。从那时起直至阿方索十三世成年，西班牙处于阿方索十二世的第二个妻子奥地利帝国的玛丽亚·克里斯蒂娜的垂簾聽政之下。